# Васильева, Вера Сергеевна
Вера Сергеевна Чайка (урожд. Васильева; род. 30 апреля 1947, Ленинград) — советская и российская певица оперы и оперетты (сопрано), народная артистка России (1994).

## Биография
Вера Сергеевна Чайка (урождённая Васильева) родилась 30 апреля 1947 года в Ленинграде. В 1970 году окончила Музыкальное училище имени Н. А. Римского-Корсакова при Ленинградской консерватории имени Н. А. Римского-Корсакова по классу сольного пения (педагог Р. Горская).
В 1970—1971 годах выступала в Хабаровском краевом театре музыкальной комедии. В 1971—1978 годах служила в Ивановском областном театре музыкальной комедии.
С 1978 года выступает в Ленинградском театре музыкальной комедии (сейчас Санкт-Петербургский театр музыкальной комедии). Исполнила в театре более 20 партий в классических опереттах и современных музыкальных комедиях.
Фирма «Мелодия» издала фондовую запись оперетты Ф. Легара «Фраскита» с участием певицы в заглавной партии.
С 1987 года принимала участие в спектаклях Камерном музыкальном театре «Санкт-Петербург Опера». Она была занята там в спектаклях «Игра о Робене и Марион» А. де ла Аля, «Рита» Г. Доницетти, «Сокол» Д. Бортнянского, «Избрание капельмейстера» Й. Гайдна, «Верую» А. Пигузова.
Неоднократно участвовала в постановках Санкт-Петербургского театра оперы и балета им. М. П. Мусоргского.

## Партии в операх и опереттах

### Санкт-Петербургский театр музыкальной комедии
- «Летучая мышь» И. Штрауса — Розалинда, Адель
- «Весёлая вдова» Ф. Легара — Ганна Главари
- «Прекрасная Елена» Ж. Оффенбаха — Елена
- «Свадьба с генералом» Е. Птичкина — Даша
- «Влюблённые обманщики» на музыку Й. Гайдна — Грилетта
- «Марица» И. Кальмана — Марица
- «Фраскита» Ф. Легара — Фраскита
- «Королева Чардаша» И. Кальмана — Сильва и Цецилия
- «Принцесса цирка» И. Кальмана — Теодора
- «Баядера» И. Кальмана — Одетта
- «Цыган-премьер» И. Кальмана — графиня Ирини
- «Директор театра» В. А. Моцарта — Бастьенна
- «Дочь тамбурмажора» Ж. Оффенбаха — Клодина
- «Синяя борода» Ж. Оффенбаха — королева
- «Прекрасная Галатея» Ф. Зуппе — Галатея
- «Севастопольский вальс» К. Листова — Нина
- «Бабий бунт» Е. Птичкина — Настя
- «Свадьба с генералом» Е. Птичкина — Даша
- «Сильва» И. Кальмана — Ангильда
- «Продавец птиц» К. Целлера — Аделаида
- «Весенний парад» Р. Штольца — Тереза Хюбнер
- «Таинственный сад» С. Баневича — Мэдлок
- «Бабий бунт» Е. Птичкина — Марфа
- «Брысь» Я. Дубравина — тётя Шура
- «Белый. Петербург» Г. Фиртича — дама-экзальтаж
- «Орфей в аду» Ж. Оффенбаха — Юнона

### Санкт-Петербург Опера
- «Игра о Робене и Марион» А. де ла Аля
- «Рита» Г. Доницетти
- «Сокол» Д. Бортнянского
- «Избрание капельмейстера» Й. Гайдна
- «Верую» А. Пигузова

### Санкт-Петербургский театр оперы и балета им. М. П. Мусоргского
- «Мадам Баттерфляй» Дж. Пуччини — Чио-Чио-сан
- «Князь Игорь» А. Бородина — Ярославна
- «Иоланта» П. И. Чайковского — Иоланта

## Награды и премии
- Заслуженная артистка РСФСР (16.12.1983).
- Народный артист России (11.04.1994)[1].